# Matthys de Cock
Matthys de Cock ou Mathys ou Matthijs, dit Wellens de Cock, né vers 1509, mort en 1548 à Anvers, est un peintre de paysages, graveur, dessinateur flamand du XVIe siècle. 

## Biographie
Fils aîné de Jan Wellens, et frère de Hieronymus. Il voyage en Italie puis retourne à Anvers. En 1540 il est maître de la guilde de Saint Luc, ayant pour élève Jacob Grimmer, son neveu Willeken van Santvoort et, vers 1550, Jan Keynooghe. 
On connait de lui et de son frère, quelques dessins qui, en matière de paysage, font le lien entre Joachim Patinier et Henri Bles. Ses dessins à la plume qui illustrent l'Album Errerra lui sont attribués par M.K.G. Boon. D'après lui, une série de paysages à sujets religieux sont gravés par son frère Hieronimus en 1558. Une Tour de Babel lui est attribuée à tort, paraissant trop récente selon l'étude de style réalisée par Hoogewerff qui lui attribue le Paysage avec la prédication de saint Jean-Baptiste de Bruxelles, et le Paysage avec le marchand et les singes de Dresde. Ces deux tableaux d'un caractère fantasque, sont d'abord considérés comme des œuvres d'Henri Bles, mais elles sont en réalité d'une exécution plus large et d'une vision à la fois plus précise et plus naturelle  que celle de Herri Met de Bles.

## Musées
- Bruxelles (Musée royal de Bruxelles :
  - Paysage avec le marchand et les singes, attribution.
  - Album Errerra, dessins à la plume, attribution
- Dresde (Gemäldegalerie) :
  - Paysage avec la prédiction de saint Jean Baptiste, attribution
- Anvers musée Mayer Musée Mayer van den Bergh paysage avec repos pendant la fuite en Egypte